# Thomm
Thomm település Németországban, Rajna-vidék-Pfalz tartományban. Lakosainak száma 1073 fő (2023. december 31.).

## Népesség
A település népességének változása:
| Lakosok száma | 852  | 1075 | 1084 | 1072 | 1083 | 1073 |
|               | 1975 | 2017 | 2019 | 2021 | 2022 | 2023 |